# Okręg Vesoul
Okręg Vesoul (fr. Arrondissement de Vesoul) – okręg we wschodniej Francji. Populacja wynosi 123 tysiące.

## Podział administracyjny
W skład okręgu wchodzą następujące kantony:
- Amance,
- Autrey-lès-Gray,
- Champlitte,
- Combeaufontaine,
- Dampierre-sur-Salon,
- Fresne-Saint-Mamès,
- Gray,
- Gy,
- Jussey,
- Marnay,
- Montbozon,
- Noroy-le-Bourg,
- Pesmes,
- Port-sur-Saône,
- Rioz,
- Scey-sur-Saône-et-Saint-Albin,
- Vesoul-Est,
- Vesoul-Ouest,
- Vitrey-sur-Mance.